# IKEA Museum
IKEA Museum er et museum i Älmhult, Sverige, der åbnede d. 30. juni 2016. Det præsenterer det svenske møbelfirma IKEAs historie. Det erstattede de tidligere IKEA Through the Ages (der lå i virksomhedens kulturcenter 'Tillsammans'), der var en udstilling på 800 m2 der viste 20 forskellige rum med IKEA-møbler og -genstande.
IKEA Museum er indrettet i samme bygning, vhor den første IKEA-forretning åbnede i 1958. Forretningen flyttede til en ny bygningen i Älmhult i 2012. Herefter begyndte arbejdet med at ombygge den oprindelige forretning til et museum med åbning i 2015. Facaden på bygnigen er blevet restaureret for at genskabe det oprindelige udseende. Museet har et areal på 3500 m2.

## Möbeldesignmuseum
I 2024 købte IKEA det nedlagte Möbeldesignmuseum, der lå i Stockholm, og flyttede det til Älmhult.